# غريغ سيمز
غريغ سيمز (بالإنجليزية: Greg Sims)‏ هو لاعب كرة قاعدة أمريكي، ولد في 28 يونيو 1946 في سان فرانسيسكو في الولايات المتحدة.

## وصلات خارجية
- غريغ سيمز على موقعبيزبول رفرنس.كوم (الدوري الرئيسي) (الإنجليزية)
- غريغ سيمز على موقعبيزبول رفرنس.كوم (الدوري الثانوي) (الإنجليزية)